# دافيد كونتشا
دافيد كونتشا (بالإسبانية: David Concha)‏ (20 نوفمبر 1996 بسانتاندير في إسبانيا - ) هو لاعب كرة قدم إسباني في مركز الهجوم. شارك مع منتخب إسبانيا تحت 19 سنة لكرة القدم. أما مع النوادي، فقد لعب مع راسينغ سانتاندير وريال سوسيداد ونومانسيا ورايو كانتابريا ‏.

## وصلات خارجية
- دافيد كونتشا على موقع رابطة كرة القدم اليابانية للمحترفين (اليابانية)
- دافيد كونتشا على موقع قاعدة بيانات كرة القدم.إي يو (الإنجليزية)
- دافيد كونتشا على موقع Soccerbase.com (لاعب) (الإنجليزية)
- دافيد كونتشا على موقع Soccerway.com (الإنجليزية)
- دافيد كونتشا على موقع عالم كرة القدم.نت (الإنجليزية)
- دافيد كونتشا على موقع AS.com (الإسبانية)